# Championnats d'Europe de char à voile 2013
Navigation
2011 2015
Les 48e championnats d'Europe de char à voile 2013, organisés par le pays hôte sous l'égide de la fédération internationale du char à voile, se sont déroulés du, 20 au 28 septembre 2013, à Sankt Peter-Ording, dans le Land du Schleswig-Holstein, en Allemagne,.

## Podiums
| Épreuve                 | Or                     | Argent               | Bronze                 |
| ----------------------- | ---------------------- | -------------------- | ---------------------- |
| Classe Standart         | Kevin Mingot           | Thiery Kaisin        | Benoît Lefeuvre        |
| Classe 2                | Henri Demuysere        | Honoré Morel         | Peter Allemeersch      |
| Classe 3                | Antoine Giret          | Clément Touron       | Olivier Imbert         |
| Classe 5 Sport          | Alban Morandière       | Aurélien Morandière  | Brice Petit            |
| Classe 5 Promo          | François-Xavier Fiquet | Lucas Fournier       | Quentin Alvarez        |
| Classe 8 kitebuggy      | Malte Lutz             | David Van Boven      | Stephen Schapman       |
| Mini Yacht kart à voile | Augustin Descure       | Sébastien Blancaneau | François-Xavier Fiquet |

| Épreuve                 | Or                | Argent            | Bronze           |
| ----------------------- | ----------------- | ----------------- | ---------------- |
| Classe Standart         | Anne Lefebvre     | Éloïse Le Lonquer | Marie Clouet     |
| Classe 5 Promo          | Charlotte Lambert | Kathleen Le Goff  | Clémence Lambert |
| Classe 8 kitebuggy      | Enge Schenkler    | Émilie Ravaux     | Melina Hötzsch   |
| Mini Yacht kart à voile | Gita Steinhausen  | Barbara Starke    | Anke Münch       |

## Tableau des médailles par nation
| Rang | Nation    | Or | Argent | Bronze | Total |
| ---- | --------- | -- | ------ | ------ | ----- |
| 1    | France    | 5  | 5      | 6      | 16    |
| 2    | Belgique  | 1  | 2      | 1      | 4     |
| 2    | Allemagne | 1  | -      | -      | 1     |

| Rang | Nation    | Or | Argent | Bronze | Total |
| ---- | --------- | -- | ------ | ------ | ----- |
| 1    | France    | 2  | 3      | 2      | 7     |
| 1    | Allemagne | 2  | 1      | 2      | 5     |